# Un dimanche romain
Pour plus de détails, voir Fiche technique et Distribution.
Un dimanche romain (La domenica della buona gente) est un film italien réalisé par Anton Giulio Majano, sorti en 1953.

## Synopsis
Sur fond de match de football entre Rome et Naples s’entremêlent différentes histoires. Un ancien footballeur, qui est dans une mauvaise passe, espère trouver un emploi d’entraîneur, mais ses espoirs s’évanouissent rapidement ; sa femme décide de l’abandonner, mais leur petite fille les réunit. Un joueur à la retraite joue un billet de Totocalcio et il perd d’un rien : c’est le 13 au lieu du 12. Avec ce dernier numéro, il gagne tout de même quatre millions de lires, mais c’est une misère. Giulio, chômeur, préfère aller au match plutôt que chez Sandra, sa petite amie. Celle-ci avait arrangé une rencontre avec un oncle qui aurait pu lui trouver un emploi, mais la rencontre n'aura pas lieu. Au stade, Giulio rencontre Inès, c’est une jeune veuve venue de Salerne à la recherche de son amant, un avocat dandy qui l’a abandonnée alors qu’elle attend un enfant. Giulio arrive à la calmer et à la réconforter et, lorsqu’elle finit par retrouver son amant, elle se rend compte que son arme a disparu de son sac à main : devinant ses intentions, Giulio l’a emportée. Sandra adresse à Giulio des reproches amers pour son comportement, mais elle finit par se réconcilier avec lui.

## Fiche technique
- Titre original : La domenica della buona gente
- Titre français : Un dimanche romain
- Réalisation : Anton Giulio Majano
- Scénario : Anton Giulio Majano, Gian Domenico Giagni, Massimo Mida et Vasco Pratolini
- Photographie : Bitto Albertini
- Musique : Nino Rota
- Pays d'origine :  Italie
- Durée : 95 minutes
- Genre : Comédie
- Format : Noir et blanc - 35 mm - 1,37:1 - Mono
- Date de sortie : 
  - Italie : 25 janvier 1953

## Distribution
- Maria Fiore : Sandra
- Sophia Loren : Ines
- Vittorio Sanipoli : l'avocat Conti
- Renato Salvatori : Giulio
- Ave Ninchi : Elvira
- Turi Pandolfini : le curé
- Nino Vingelli : un guappo napolitain
- Memmo Carotenuto : Amleto
- Nino Manfredi : Lello
- Riccardo Cucciolla : Cesco
- Alfredo Martinelli : Valli
- Giovanni Petti : Vittorio
- Fiorenzo Fiorentini
- Carlo Romano